# جلاد (فیلم ۲۰۰۵)
جلاد (به انگلیسی: The Hangman) فیلمی هندی محصول سال ۲۰۰۵ و به کارگردانی ویشال بهانداری است. در این فیلم بازیگرانی همچون شریاس تالپاده، اوم پوری و گلشن گروور ایفای نقش کرده‌اند.